# Hermann Walther von Kolberg
Hermann Walther von Kolberg (bl. 1305 bis 1341 in Lübeck) war ein deutscher Bildschnitzer und Glasmaler.

## Leben und Werk

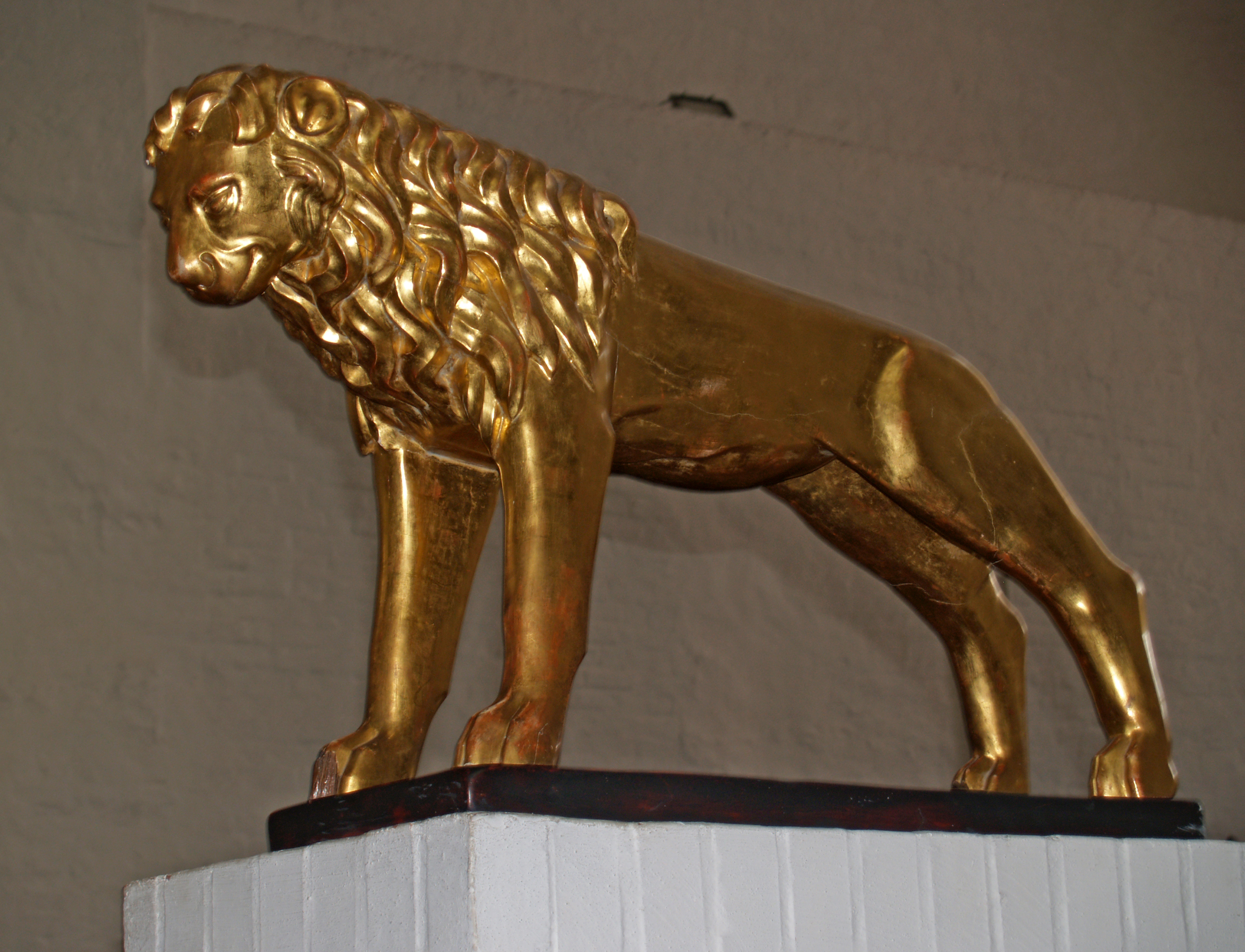
Goldener Löwe im Lübecker Dom

Walther war Bildhauer und Maler mit größerer Werkstatt, der auch Glasfenster malte. „von Kolberg“ ist sein Herkunftsname. Er arbeitete zeitweilig mit dem Gießer Hans Apengeter zusammen. Er hatte zwei ebenfalls künstlerisch wirksame Söhne, Hermann war Bildhauer und Goldschmied und Walther war Maler.
Um 1310/1320 wurde auf dem Hochaltar der Kirche des Klosters Cismar ein dreiflügeliger Altarschrein mit fünf Wimpergen errichtet, von dem einige Figuren vermutlich schon um 1250 entstanden sind. Der Altar wird zunächst einmal derselben Werkstatt wie das Bocholtgestühl im Lübecker Dom, benannt nach dem Lübecker Bischof Heinrich II. Bochholt, zugeschrieben. Er ist der älteste in der Kunstgeschichte bekannte Schnitzaltar. Diese Werkstatt wurde von der Kunstgeschichte als vermutlich die von Hermann Walther von Kolberg identifiziert.
Weiterhin wird ihm bzw. seiner Werkstatt die vergoldete Skulptur einer Löwin im Lübecker Dom zugeschrieben. Der zu ihr gehörende Löwe verbrannte beim Luftangriff auf Lübeck 1942.
Hermann Walther von Kolberg ist in Lübeck zeitweilig als Eigentümer von vier Häusern urkundlich nachgewiesen.